# Zat Knight
Zatyiah "Zat" Knight (Solihull, 2 de maio de 1980) é um ex-futebolista inglês que atuava como zagueiro.

## Carreira
Revelado pelo Rushall Olympic, Knight jogou entre 1999 e 2007 pelo Fulham, porém sua estreia oficial pelos Cottagers foi na temporada 1999–00, pela Copa da Inglaterra, após jogar por empréstimo no Peterborough United. Em 150 partidas pela Premier League, o zagueiro fez 3 gols. Entre 2007 e 2009, vestiu a camisa do Aston Villa (clube que torcia ainda na infância) em 40 jogos, com 2 gols marcados.
Teve ainda passagem destacada pelo Bolton Wanderers durante 5 temporadas (2009 a 2014), atuando 168 vezes e fazendo 4 gols. Após defender o Colorado Rapids em 8 jogos na reta final da MLS, não teve o contrato renovado para 2015 e voltou à Inglaterra para um período de experiência no Watford, mas não assinou pelos Hornets e optou em jogar no Reading. Sua passagem pelos Royals, porém, durou apenas 2 partidas.

## Seleção Inglesa
Em 2005, Knight foi chamado para defender a Seleção Inglesa de Futebol em 2 jogos, contra Estados Unidos e Colômbia. Anteriormente, o zagueiro atuou 4 vezes pela seleção Sub-21.

## Títulos
Fulham
- Taça Intertoto da UEFA: 2002[8]